# Bonny River-Second Falls
Pour les articles homonymes, voir Bonny.
Bonny-River–Second Falls est un village du comté de Charlotte, au sud-ouest de la province canadienne du Nouveau-Brunswick. Le village est une autorité taxatrice du DSL de la Paroisse de Saint-George.

## Toponyme
Bonny River est nommé ainsi d'après la rivière Bonny, elle-même nommée en l'honneur de Joel Bonny (1740-1824), un Anglais qui s'établit ici vers 1796 après avoir résidé à Grand Manan de 1770 à 1774 et à Digdeguash de 1774 à 1776. Le village à aussi porté le nom Bonny River Station. Seconds Falls est nommé ainsi car le village est situé au niveau de Stones Rips, les deuxièmes chutes d'eau sur la rivière Saint-George après la Première Chute de Saint-George.

## Géographie

### Topographie
Les chutes Stone (Stone Rips en anglais), aussi appelées les Deuxièmes chutes (Second Falls), ont une hauteur de 4 mètres. Elles sont situées sur la rivière Magaguadivic, au hameau de Second Falls.

### Hameaux et lieux-dits
Le territoire comprend les hameaux de Bonny River, Canal, Lee Settlement et Second Falls.

## Démographie
| 2001 | 2006 | 2011 |
| ---- | ---- | ---- |
| 415  | 430  | 402  |

## Administration

### Représentation et tendances politiques
Nouveau-Brunswick: Bonny-River–Second Falls fait partie de la circonscription provinciale de Charlotte-Les-îles, qui est représentée à l'Assemblée législative du Nouveau-Brunswick par Rick Doucet, du Parti libéral. Il fut élu en 2006.
 Canada: Bonny-River–Second Falls fait partie de la circonscription électorale fédérale de Nouveau-Brunswick-Sud-Ouest, qui est représentée à la Chambre des communes du Canada par Gregory Francis Thompson, ministre des Anciens Combattants et membre du Parti conservateur. Il fut élu lors de la 40e élection fédérale, en 1988, défait en 1993 puis réélu à chaque fois depuis 1997.

## Infrastructures et services
Bonny River possède une caserne de pompiers.

## Culture

### Architecture et monuments
Un pont couvert traverse Le Canal, à 3 kilomètres au nord de Saint-George. Le pont fut construit en 1917 et mesure 37,6 mètres de long.

### Folklore
Le lac Utopia est l'objet d'une légende très ancienne, datant de l'époque malécite. Selon la légende, le lac abriterait une créature lacustre nommé Vieux Ned (Old Ned en anglais), dont la longueur serait comprise entre 12 et 15 mètres et qui aurait été observé à plusieurs reprises, surtout près de l'île Cannonball.